# Яндаш, Мерт Хакан
Мерт Хака́н Я́ндаш (тур. Mert Hakan Yandaş; род. 19 августа 1994, Османгази) — турецкий футболист, полузащитник и капитан клуба «Фенербахче».

## Клубная карьера
Родился в Бурсе. В возрасте 9 лет он потерял своего отца, который был футболистом-любителем. В одном из интервью он рассказал, что он пообещал своему отцу стать профессиональным футболистом.
Начинал футбольную карьеру в академии «Бурса Гювен». Свой первый сезон в карьере он провёл в клубе «Ешил Бурса».
14 июля 2017 года перешёл в клуб «Сивасспор» после успешного выступления в «Тиреспоре 1922» и «Менеменспоре».
11 августа 2020 года на правах свободного агента перешёл в клуб «Фенербахче», подписав контракт на четыре года.
21 июня 2024 года продлил контракт с клубом на два года.
5 августа 2025 года стал капитаном клуба «Фенербахче» после ухода Эдина Джеко.

## Карьера в сборной
3 сентября 2020 года в матче Лиги наций против сборной Венгрии (0:1) Яндаш дебютировал за национальную сборную Турции.

## Достижения
«Алтынорду»
- Победитель Второй лиги[тур.]: 2013/14[9]

«Фенербахче»
- Обладатель Кубка Турции: 2022/23[тур.][10]